# Thielau (Adelsgeschlecht)

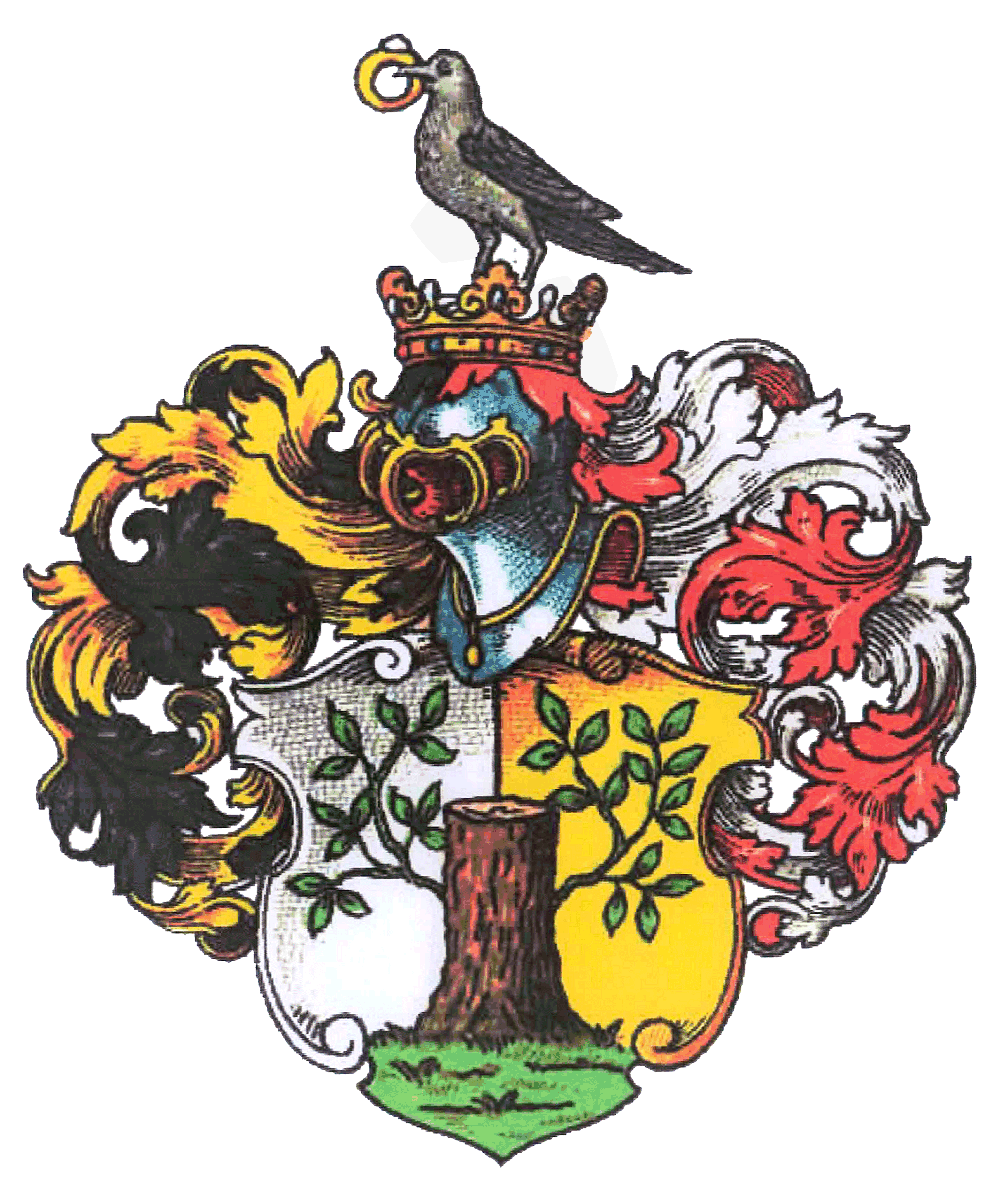
Wappen derer von Thielau

Thielau ist der Name eines aus Schlesien stammenden deutschen Adelsgeschlechts.

## Geschichte
Das Geschlecht beginnt seine Stammreihe mit Gregorius Thylo, 1540 Bürgermeister in Liegnitz im Herzogtum Liegnitz. Seine Söhne, Georg Thylo von Thylau († 1602), Briegischer Rat, und Valentin Thylo von Thylau (1560–1612), Dr. jur. utr., erhielten am 24. Mai 1602 in Pilsen den rittermäßigen böhmischen Adelsstand mit dem Prädikat „von Thielau“. Letzterer setzte die Stammlinie fort. Die Familie konnte sich in Schlesien, Braunschweig, Sachsen und Preußen ausbreiten.
Eine Linie († 1772) machte sich in Livland sesshaft und wurde 1745 und 1747 in die sub Klasse IV (Nr. 133) der Livländischen Ritterschaft aufgenommen.

## Angehörige
- Hanns Gottlieb von Thielau (1662–1723), polnisch-sächsischer Oberstallmeister
- Florian Gottlieb von Thielau (1663–1708), polnisch-sächsischer Generalmajor
- Karl Gottlieb von Thielau (1699–1755),  polnisch-sächsischer Generalmajor der Kavallerie
- Karl Florian von Thielau (1755–1828), Oberstallmeister in Braunschweig[3]
- Antoinette Wilhelmine von Thielau (1767–1807), Schriftstellerin[4]
- Heinrich Erdmann August von Thielau (1798–1877), sächsischer Politiker und Reichstagsabgeordneter
- Wilhelm Erdmann Florian von Thielau (1800–1865), Politiker und Mitglied der Frankfurter Nationalversammlung
- Ernst Florian von Thielau (1833–1905), sächsischer Amtshauptmann und Regierungsrat[5]
- Florian von Thielau (1839–1886), 1881–1883 Generalkonsul in Budapest

## Wappen

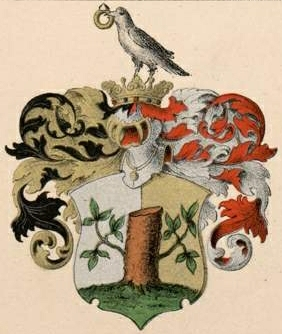
Wappen derer von Thielau

Das Wappen (1602) zeigt im von Gold und Silber gespaltenen Schild, auf grünem Boden ein natürlicher Baumstumpf, mit beidseitig je einem (alternativ zwei) beblätterten Zweigen. Auf dem Helm mit rechts schwarz-goldenen und links rot-silbernen Decken eine rechts gewendete natürliche Nachtigall (alternativ Taube) einen goldenen Ring im Schnabel haltend.

### Die Wappensage
Im Schlosse zu Liegnitz in Schlesien verschwand eines Tages ein sehr kostbarer Ring der Herzogin, den sie in ihrem Zimmer verwahrte. Außer der Herzogin hatte nur ein Edelknabe Zugang zu diesem Raume. Ihm oblag die Bedienung der Herzogin, und er wurde sofort verdächtigt, den Ring entwendet zu haben. Er leugnete zwar hartnäckig und wies darauf hin, dass er aus altem Geschlecht sei und ihm deshalb eine solche Tat nicht zuzutrauen sei. Dies alles aber nutzte nichts, er wurde mit Schimpf und Schande aus dem Schloss gejagt. Nach vielen Jahren veranstaltete der Herzog eine große Jagd. Dabei beobachtete ein Ritter eine Elster, die aus ihrem Neste in einem hohen Baume ab- und auflog. Er trat näher, und dabei sah er im Nest etwas blinken und glitzern. Er erstieg den hohen Baum und fand im Neste eine Ring, den die Herzogin als den ihren erkannte, und den sie so sehr vermisst hatte. Nun wurde offenbar, dass der frühere Edelknabe zu Unrecht des Diebstahls bezichtigt worden war. Er, der inzwischen zum Manne herangewachsen war, wurde erneut an den Liegnitzer Hof des Herzogs berufen und in Gnaden wieder aufgenommen. Um das Unrecht wieder gut zu machen, verlieh ihm der Herzog sein Schloss zu Kroitsch mit dem ganzen Dorfe. Er sprach zu ihm: "Fortan führe, weil du und dein alter ritterlicher Vater die letzten Zweige eines edlen Hauses seid, einen Baumstamm mit zwei Ästen im Wappen. Auf dem gekrönten Ritterhelm soll sitzen die diebische Elster mit dem Ring im Schnabel. Dies soll mich daran erinnern, dass ich dir Unrecht widerfahren lassen habe". Dort lebte er noch lange Jahre in Zufriedenheit und Glück. Seit jenen Tagen haben die von Thielau dieses Wappen und führen es noch heute.